# Стрибки у воду на Чемпіонаті світу з водних видів спорту 2015 — змішана синхронна вишка, 10 метрів
Змагання зі стрибків у воду зі змішаної синхронної вишки на Чемпіонаті світу з водних видів спорту 2015 відбулись 25 липня.

## Результати
Фінал розпочався о 15:00.
| Місце | Країна         | Стрибуни                               | Очки   |
| ----- | -------------- | -------------------------------------- | ------ |
| 1     | Китай          | Си Яцзе Тай Сяоху                      | 350.88 |
| 2     | Канада         | Мейган Банфето Вінсан Ріндо            | 309.66 |
| 3     | Австралія      | Домонік Бедгуд Мелісса Ву              | 308.22 |
| 4     | Північна Корея | Хьон Іль Мьонг Кім Кук Хян             | 305.52 |
| 5     | Росія          | Микита Шлейхер Юлія Тімошиніна         | 304.14 |
| 6     | Італія         | Ноемі Баткі Майкол Верцотто            | 299.28 |
| 7     | Франція        | Бенджамін Оффре Лора Маріно            | 295.35 |
| 8     | Мексика        | Паола Еспіноса Джахір Окампо           | 294.24 |
| 9     | Японія         | Мінамі Ітахасі Ю Окамото               | 289.92 |
| 10    | Малайзія       | Лох Лох Чжяї Чев Ївей                  | 289.89 |
| 11    | Румунія        | Мара Аякобоае Каталін Козма            | 286.92 |
| 12    | Бразилія       | Інгрід де Олівейра Луїс Феліпе Отерело | 283.68 |
| 13    | США            | Марк Андерсон Саманта Бромберг         | 274.14 |
| 14    | Німеччина      | Домінік Штайн Ми Пхан                  | 260.46 |
| 15    | Єгипет         | Маха Абдельсалам Мохаб Елькорді        | 207.63 |